# Pugettia tasmanensis
Pugettia tasmanensis is een krabbensoort uit de familie van de Epialtidae. De wetenschappelijke naam van de soort is voor het eerst geldig gepubliceerd in 1993 door Richer de Forges.